# Zöldkontyos törpekardinális
A zöldkontyos törpekardinális (Lophospingus griseocristatus) a madarak osztályának verébalakúak (Passeriformes) rendjébe és a tangarafélék (Thraupidae) családjába tartozó faj.

## Rendszerezése
A fajt Frédéric de Lafresnaye és Alcide d’Orbigny írták le 1837-ben, az Emberiza nembe Emberiza griseo-cristata néven.

## Előfordulása
Dél-Amerikában, Argentína és Bolívia területén honos. Természetes élőhelyei a szubtrópusi és trópusi száraz és magaslati cserjések, valamint másodlagos erdők és szántóföldek. Állandó, nem vonuló faj.

## Megjelenése
Testhossza 14 centiméter.

## Természetvédelmi helyzete
Az elterjedési területe nagyon nagy, egyedszáma pedig stabil. A Természetvédelmi Világszövetség Vörös listáján nem fenyegetett fajként szerepel.